# Budynek przy ul. Portowej 8 w Braniewie
Budynek przy ul. Portowej 8 – zabytkowy budynek mieszkalny w Braniewie, pochodzący z początku XX wieku, położony jest przy ul. Portowej, obok charakterystycznego okazałego Spichlerza Mariackiego.
Budynek został zbudowany w 1905 roku. Jest murowany z cegły, otynkowany, dwupiętrowy z piwnicą i mieszkalnym poddaszem. Budynek dwutraktowy, założony na planie zbliżonym do kwadratu. Elewacja frontowa budynku jest pięcioosiowa. W lewej osi nad oknem klatki schodowej znajduje się w elewacji budynku ornament z datą powstania „1905”. Nad drugą kondygnacją gyms profilowany. Dach niesymetryczny, w poddaszu od strony ulicy Portowej 3 mansardy.
Budynek jest wpisany do wojewódzkiej ewidencji zabytków.

## Galeria zdjęć

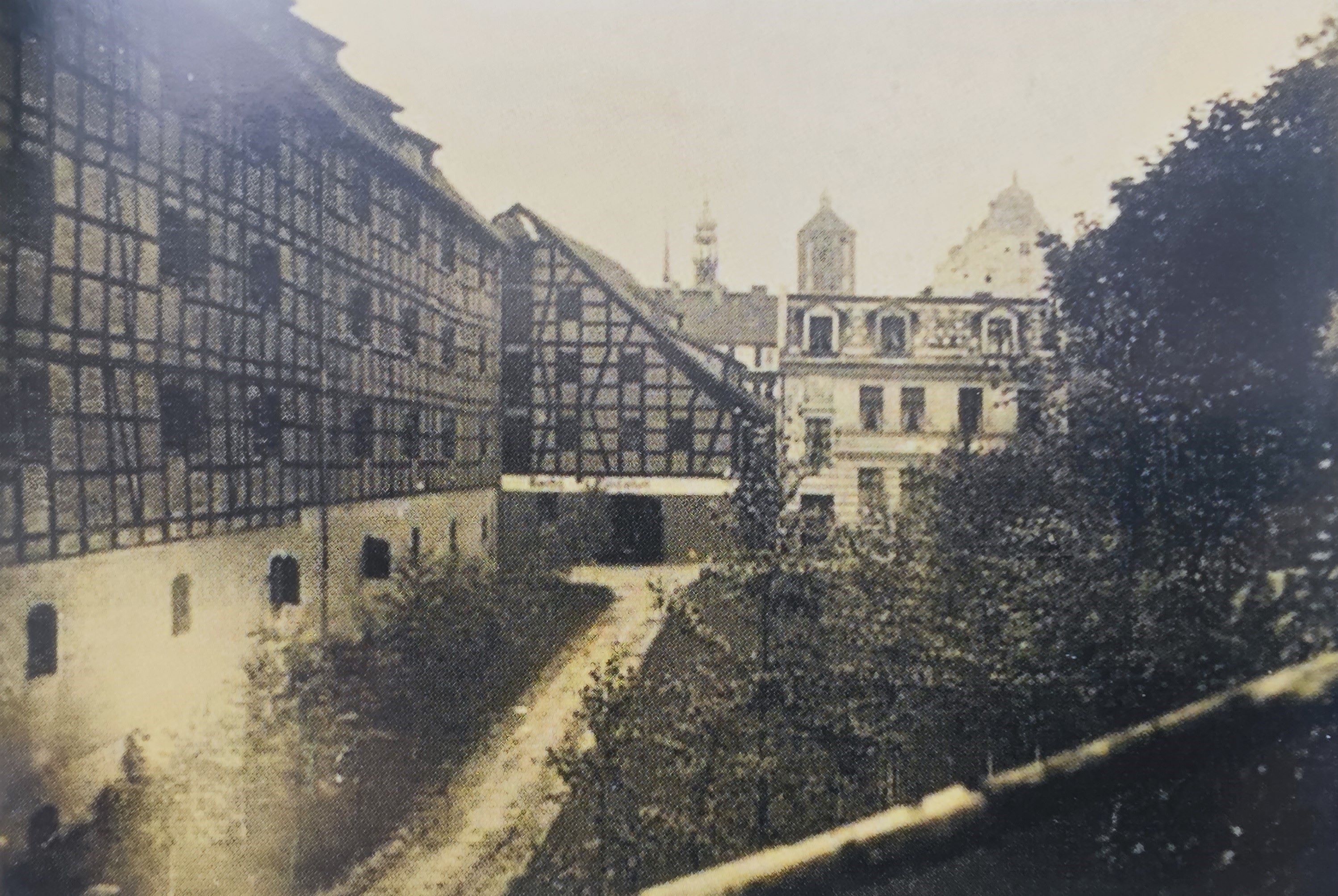
Po prawej, pocz. XX w.
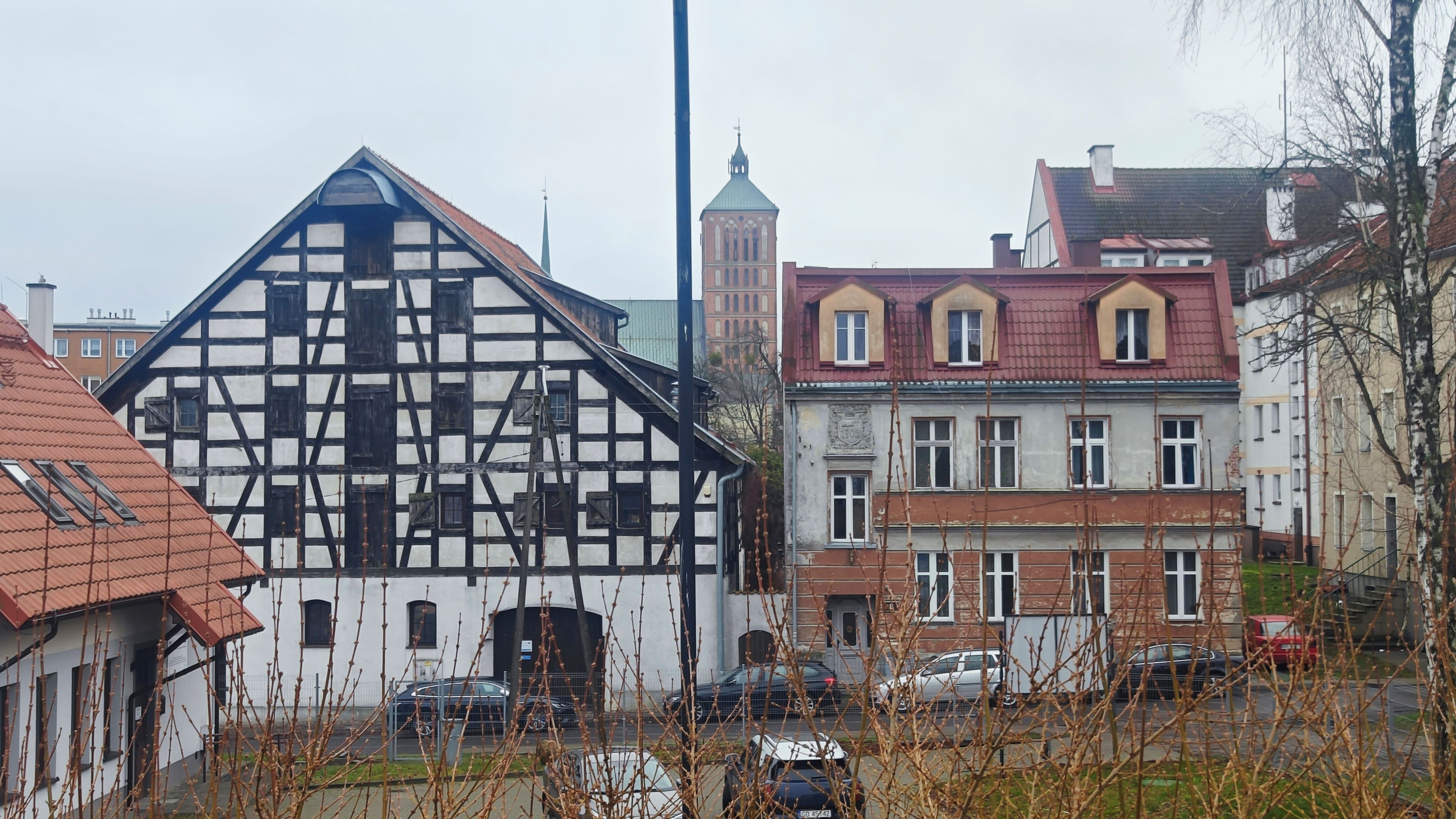
100 lat później
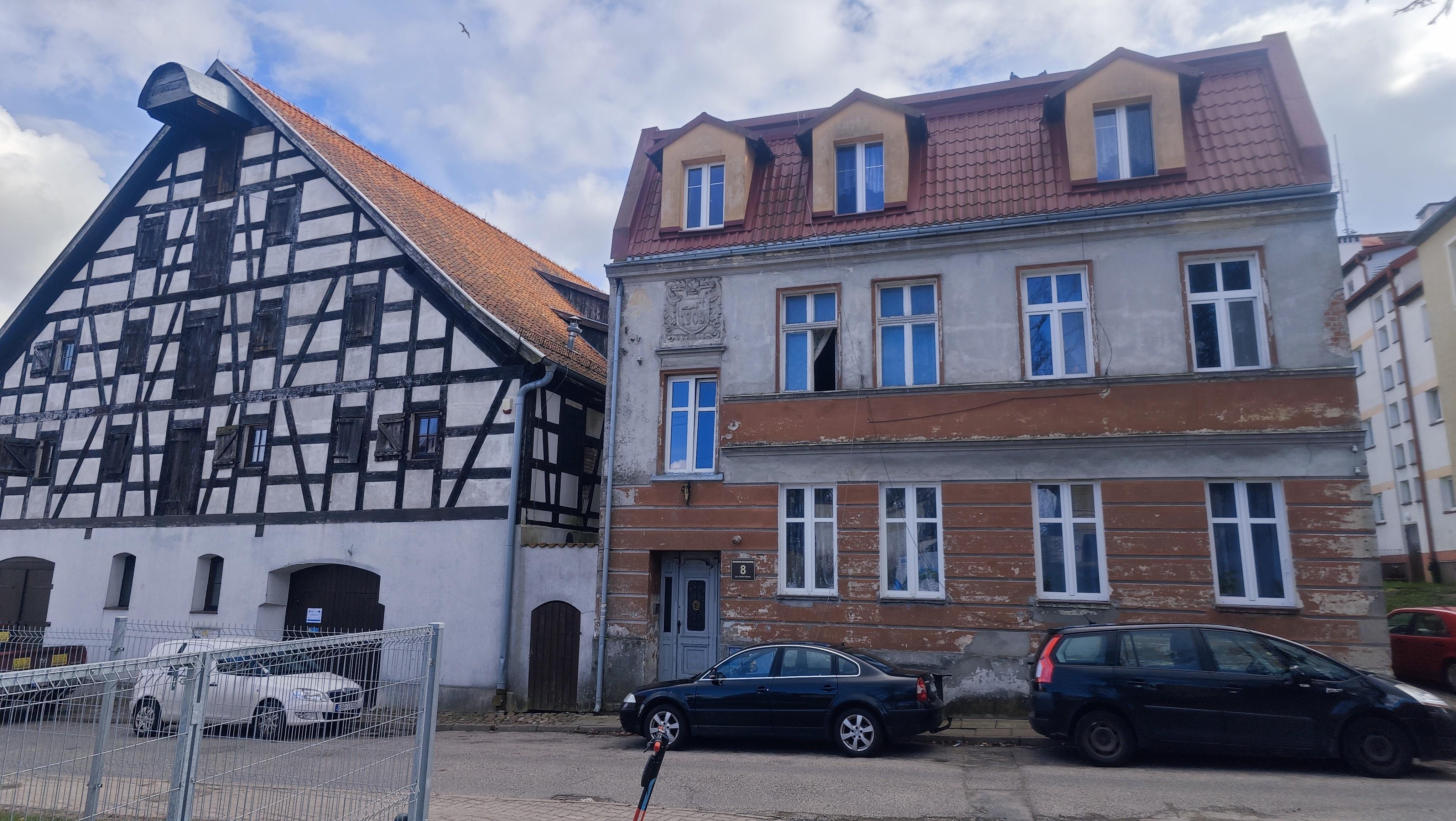
Portowa nr 6 i 8 współcześnie
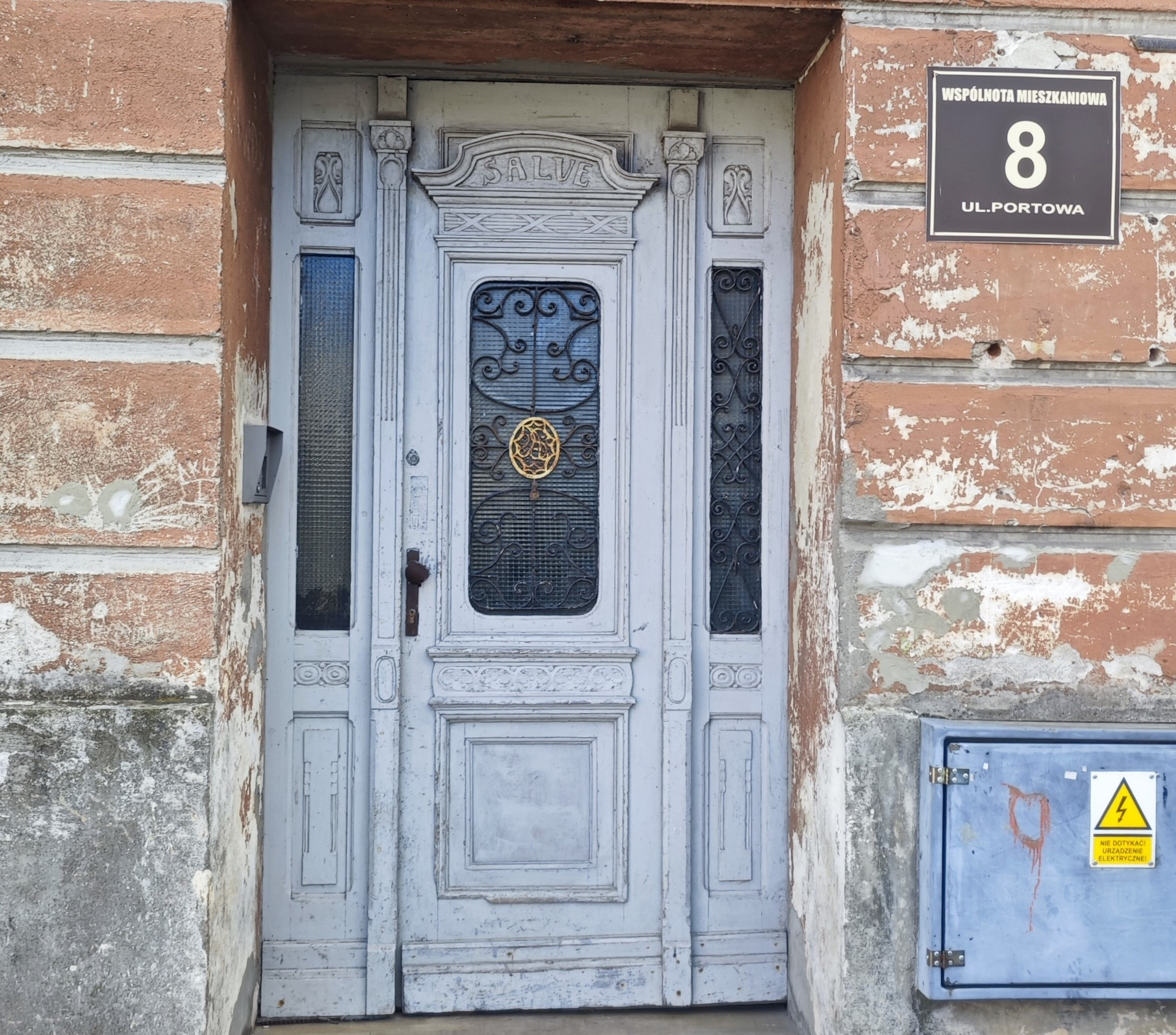
Zdobione drzwi wejściowe
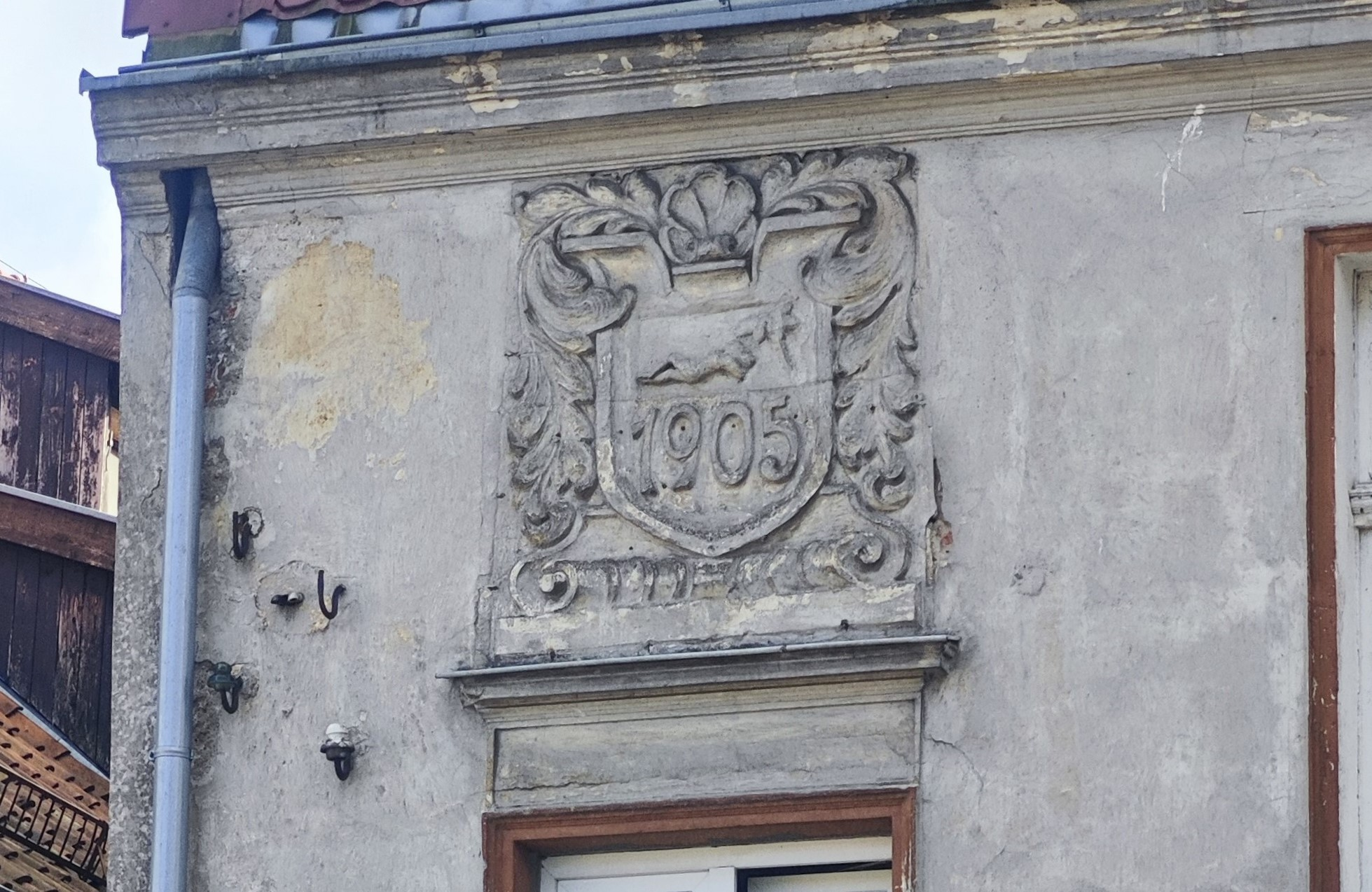
Detal z datą „1905”
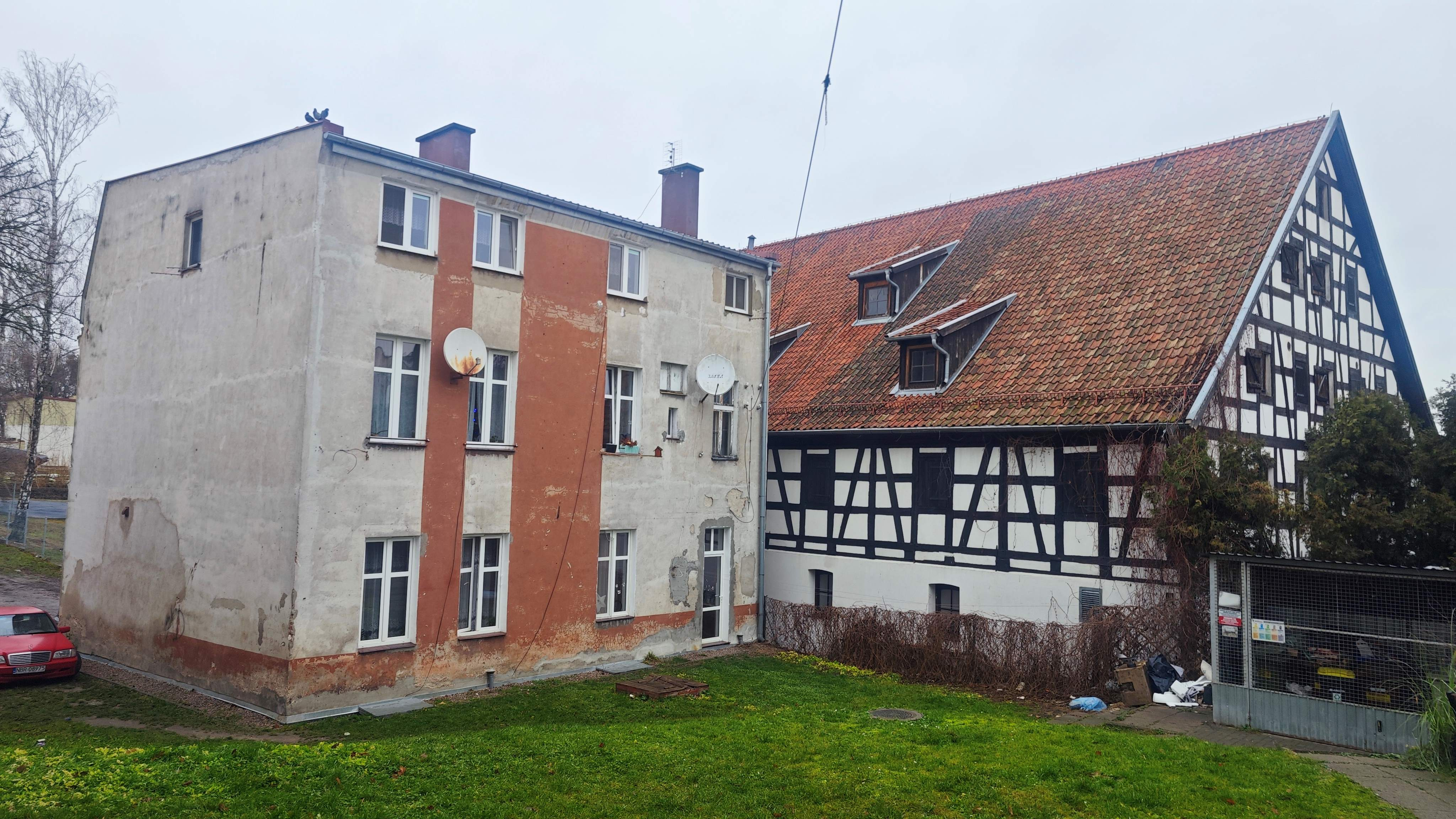
Widok od podwórza